# Tulipa gumusanica
Tulipa gumusanica är en liljeväxtart som beskrevs av Terzioglu. Tulipa gumusanica ingår i släktet tulpaner, och familjen liljeväxter.
Artens utbredningsområde är Turkiet. Inga underarter finns listade.